# Chen Yuanyuan
Chen Yuanyuan (1624–1681) (chinês, 陳圓圓) foi uma cortesã chinesa que viveu durante o final da dinastia Ming e início da dinastia Qing.
Ela era a concubina de Wu Sangui, o general da dinastia Ming. A vida e o relacionamento de Chen com o general Wu Sangui mais tarde se tornaram assunto de várias histórias e lendas populares, muitas delas focando em seu suposto papel na decisão fatídica de Wu de desertar para os manchus.